# Protoschrankia
Protoschrankia är ett släkte av fjärilar. Protoschrankia ingår i familjen nattflyn.
Kladogram enligt Catalogue of Life:
| Protoschrankia | \| \| Protoschrankia ijimai \| \| \| \| \| \| Protoschrankia murakii \| \| \| \| |
|                | \| \| Protoschrankia ijimai \| \| \| \| \| \| Protoschrankia murakii \| \| \| \| |
|                | Protoschrankia ijimai                                                            |
|                |                                                                                  |
|                | Protoschrankia murakii                                                           |
|                |                                                                                  |